# Reitzengeschwenda

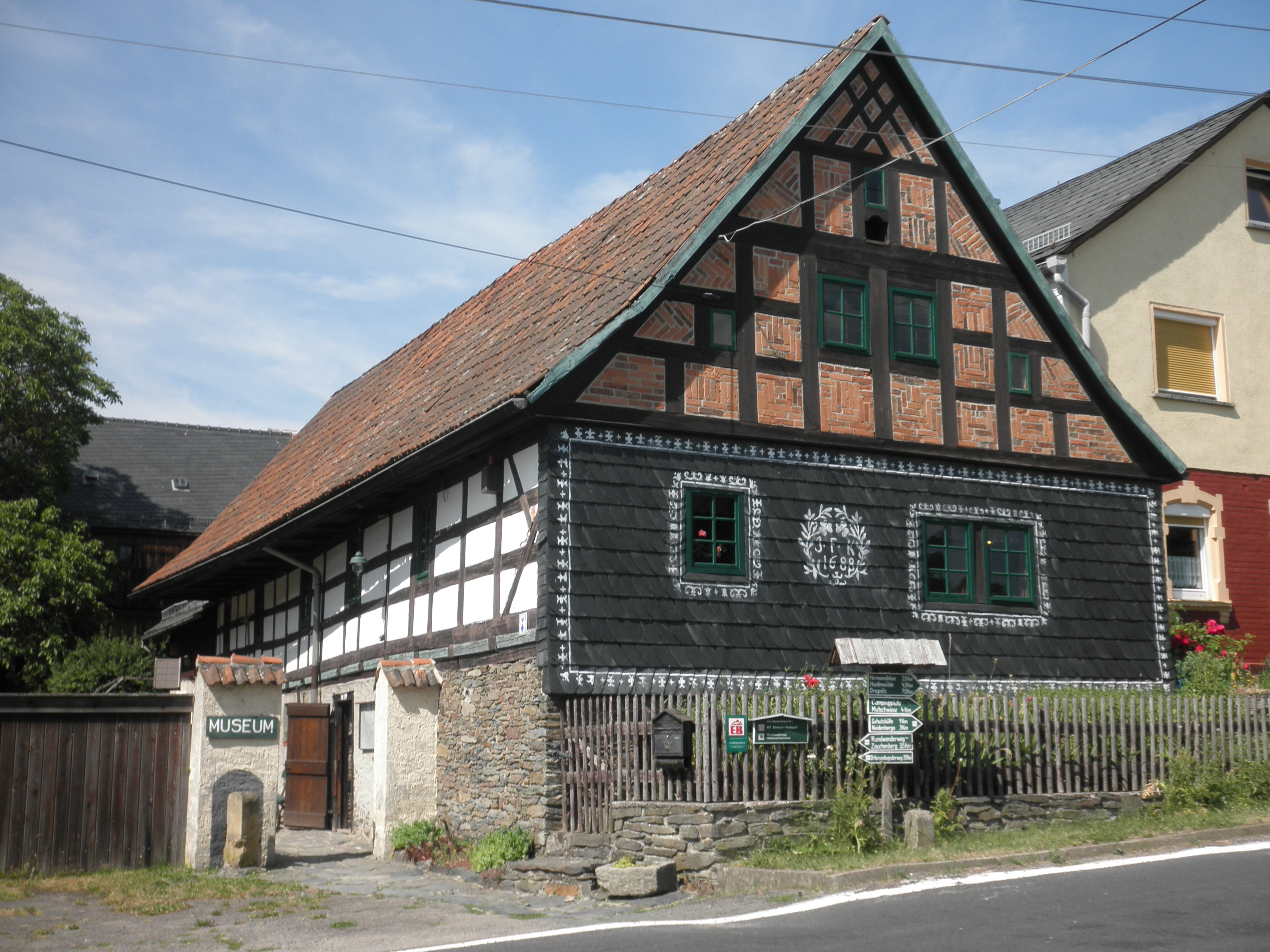
Dorfmuseum

Reitzengeschwenda ist ein Ortsteil von Drognitz im Landkreis Saalfeld-Rudolstadt. Erfüllende Gemeinde für Drognitz ist die Gemeinde Kaulsdorf in Thüringen.

## Geografie und Geologie
Reitzengeschwenda liegt westlich von Drognitz auf einer Hochfläche des Südostthüringer Schiefergebirges links vom Stausee Hohenwarte der Saale. Diese Flächen besitzen durch den hohen Feinerdeanteil und den hohen Humusgehalt eine gute Bodenfruchtbarkeit. Vom Hermannsfelsen hat man eine gute Sicht in das Land. An den Straßenverkehr ist der Ort mit drei Verbindungen gut angeschlossen.

## Geschichte
Der Ort ist ein planmäßig angelegtes fränkisches Rodungsdorf aus dem 12./13. Jahrhundert mit Siedlern aus dem Raum Kronach und Arnstadt.
Das Dorf wurde 1378 urkundlich erstmals als „Richtingswende“ erwähnt. Der Namensteil „swende“ steht für „roden“. Der Ort gehörte bis 1815 zum kursächsischen Amt Ziegenrück und kam nach dessen auf dem Wiener Kongress beschlossenen Abtretung an den preußischen Landkreis Ziegenrück, zu dem der Ort bis 1945 gehörte.

## Wappen
Das Wappen wurde am 15. Januar 1996 durch das Thüringer Landesverwaltungsamt genehmigt.
Blasonierung: In Silber eine grüne Lilie; im Schildhaupt ein silbernes, schwebendes Kreuz, beseitet von je einem schwebenden silbernen Pfahl.

## Ortsbild
Das Dorf hat in seiner Mitte einen großen Anger. Die traditionellen Fachwerkhäuser mit Blumenschmuck an den renovierten Fassaden zeigen ihre Giebelseite zur Straße hin.
1983 eröffnete der Ort ein Volkskundemuseum. Es zeigt eine Bohlenstube, Flachs- und Leinenkammer, eine Sammlung zu Bergbau und Mineralien der Region, eine Museumsscheune, Modellbahnanlage, ein Sägewerk und eine Darstellung der Saale-Flößerei. Das Museum umfasst inzwischen fünf Gebäude mit jeweils eigenen Themenbereichen. In einer Sonderausstellung wird den Besuchern z. B. die Geschichte der urzeitlichen Besiedelung bis ins 20. Jahrhundert näher gebracht.
In Ortsmitte steht die schiefergedeckte Kirche mit Deckenmalereien, Doppelemporen, barockem Kanzelaltar, alter Orgel und beachtlichem Taufstein.
Am 1. Januar 1997 wurde Reitzengeschwenda nach Drognitz eingemeindet.

## Tourismus
Neben dem Volkskundemuseum innerhalb des Ortes lädt die Schieferbergschutzhütte zu einem Besuch ein.